# شون وودسون
شون وودسون (بالإنجليزية: Sean Woodson؛ مواليد 7 يونيو 1992) هو مُقاتل فنون قتالية مختلطة أمريكي.

## وصلات خارجية
- شون وودسون على موقع يو إف سي (الإنجليزية)
- شون وودسون على موقع شيردوغ (الإنجليزية)
- شون وودسون على موقع Tapology.com (الإنجليزية)